# Réseau d’alerte, d’investigation et de surveillance des infections nosocomiales
Pour les articles homonymes, voir Raisin (homonymie).
En France, le Réseau d’alerte, d’investigation et de surveillance des infections nosocomiales (RAISIN) est un réseau dépendant de l’Institut de veille sanitaire qui permet un partenariat entre ce dernier et les cinq Centres de coordination de la lutte contre les infections nosocomiales répartis sur le territoire national. Son objectif est de coordonner au niveau national la surveillance et la réponse à une alerte donnée concernant des infections nosocomiales.